# Rhogeessa minutilla
Rhogeessa minutilla — вид родини лиликових.

## Середовище проживання
Поширення: Колумбія, Венесуела. Проживає на висотах 0-860 м. Комахоїдний, особливо харчується дрібними повітряними комахами (такими як мухи або метелики), яких він ловить на відкритій місцевості. Як правило, спочиває в невеликих колоніях. Починає полювати з початком сутінок. 

## Загрози та охорона
Втрата середовища проживання є серйозною загрозою. Не записаний з будь-якої з природоохоронних територій. 